# VV Cephei
VV Cephei är en dubbelstjärna och förmörkelsevariabel av  Algol-typ (EA/GS) i stjärnbilden Cepheus. Den är dessutom en halvregelbunden variabel av SRC-typ.
VV Cephei A är en röd superjätte, som är en av de största kända stjärnorna i Vintergatan. Dess diameter är 1000 gånger solens. Följeslagaren VV Cephei B är en blåvit stjärna i huvudserien. Dubbelstjärnan varierar mellan visuell magnitud +4,88 och 5,40 med en period av 7498 dygn eller 20,53 år. Det gör den till den förmörkelsevariabel som har näst längst period av alla kända.